# Martin Schneider (Komponist)
Martin Schneider (wirksam 1667) war ein deutscher Komponist und Instrumentalist des 17. Jahrhunderts. Seine genauen Lebensdaten sind nicht bekannt. Er bezeichnete sich selbst 1667 als musicus instrumentalis ohne dabei eine Ortsangabe zu tätigen. Wahrscheinlich wirkte er in Hirschberg (Schlesien).

## Leben und Werk
Martin Schneider widmete dem Bürgermeister und dem Rat der Stadt Hirschberg seine 1667 in Liegnitz gedruckten Arietten Erster Theil Neuer geistlicher Lieder, Ariaetten, Canto solo cum Sonatella à 5 V. Schneider nutzte dabei Texte aus Angelus Silesius’ Heiliger Seelenlust (Breslau 1657).
Die Instrumentaleinschübe zwischen den Melodiezeilen wie auch die auf einen Vortrag hin abgefasste Melodik dieser Arietten waren eigentlich für die Verbreitung als Gemeindelied hinderlich. Dennoch wurden einige dieser Lieder trotz ihres monodisch-solistischen Charakter in Gemeindegesangbücher wie beispielsweise das Lüneburgische Gemeindegesangbuch von 1695 aufgenommen. Über dieses Liederbuch gelangten betroffene Melodien in weitere Gesangbücher wie beispielsweise den Harmonischen Lieder-Schatz von Johann Balthasar König von 1738.
Das Werk Schneiders ähnelt den Geistlichen Arien von Christoph Peter (1667) aus Guben.